# Chanjiayan (ort i Kina, Shaanxi, lat 32,73, long 106,43)
Chanjiayan är en ort i Kina. Den ligger i provinsen Shaanxi, i den nordvästra delen av landet, omkring 290 kilometer sydväst om provinshuvudstaden Xi'an. Antalet invånare är 5 713. Befolkningen består av 2 628 kvinnor och 3 085 män. Barn under 15 år utgör 17,0 %, vuxna 15-64 år 70 %, och äldre över 65 år 12,0 %.
Runt Chanjiayan är det ganska tätbefolkat, med 155 invånare per kvadratkilometer. Närmaste större samhälle är Gaozhaizi, 15,8 km nordväst om Chanjiayan. I omgivningarna runt Chanjiayan växer i huvudsak blandskog.
Genomsnittlig årsnederbörd är 1 170 millimeter. Den regnigaste månaden är juli, med i genomsnitt 268 mm nederbörd, och den torraste är december, med 2 mm nederbörd.